# Larry Staverman
Larry Joseph Staverman (Cincinnati, 11 ottobre 1936 – Edgewood, 12 luglio 2007) è stato un cestista e allenatore di pallacanestro statunitense, professionista nella NBA e nella ABL.

## Carriera
Venne selezionato dai Cincinnati Royals al nono giro del Draft NBA 1958 (64ª scelta assoluta).

## Palmarès

### Giocatore
- Campione ABL (1963)
- All-ABL First Team (1962)